# Thomas-Mann-Schule (Lübeck)

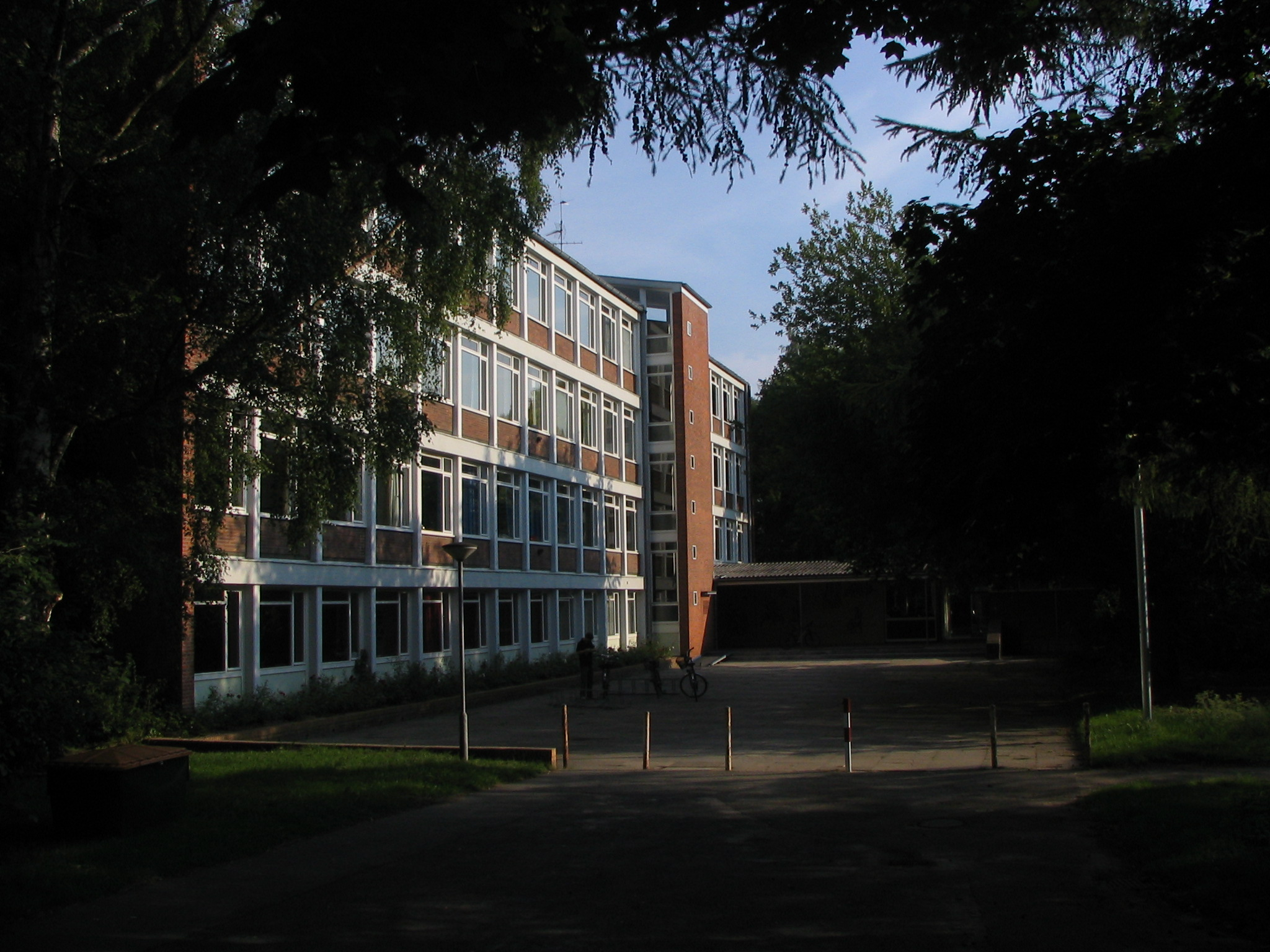
Vorderansicht des Haupteingangs in 2006 (vor der Sanierung)

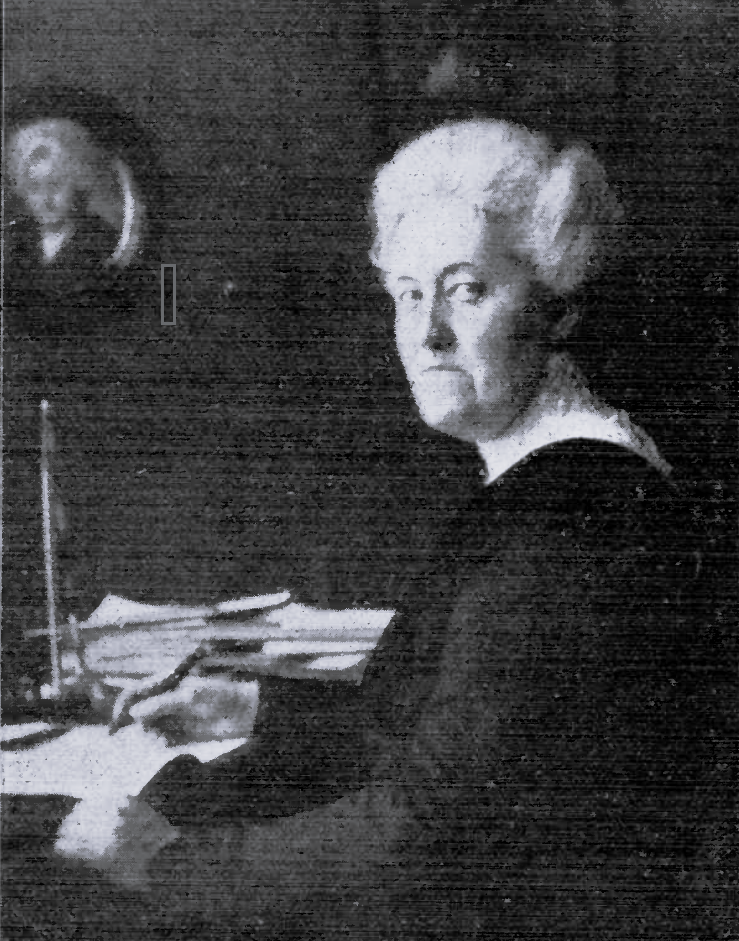
Ina Freese mit Ida Hinckeldeyn auf dem Bild hinter ihr

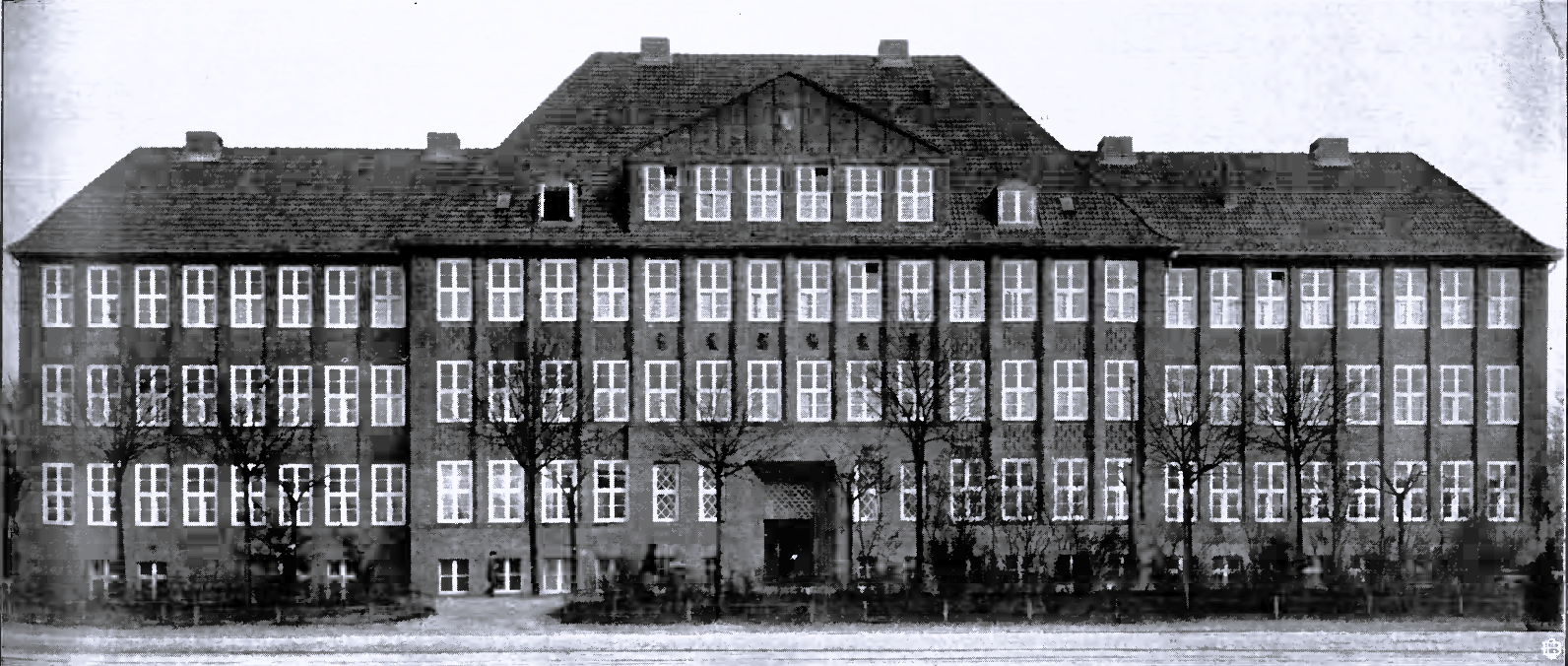
„Lyzeum am Falkenplatz“ (1914)

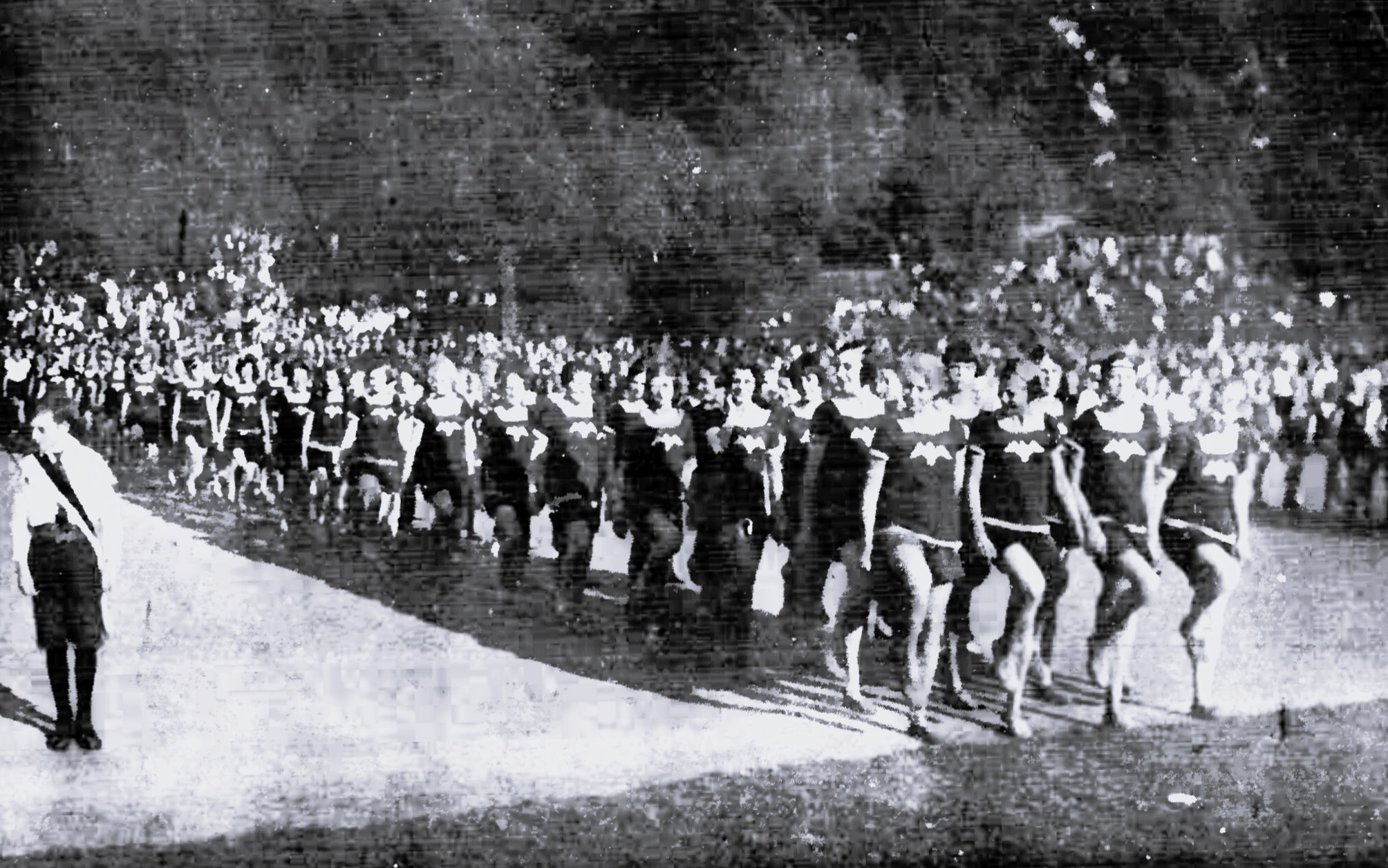
Aufmarsch der Abteilung des Lyzeums zu den Freiübungen bei den Kampfspielen auf dem Buniamshof (1925)

Die Thomas-Mann-Schule (TMS) ist ein neusprachliches Gymnasium im Lübecker Stadtteil St. Gertrud, das nach dem in Lübeck geborenen Nobelpreisträger Thomas Mann benannt wurde. Als Europaschule mit bilingualem Schwerpunkt und langjähriger Veranstalter der Model United Nations of Lübeck sowie mit dem Förderkonzept der Mittelstufe hat die Schule ein über die Grenzen der Stadt ausstrahlendes eigenständiges Profil erarbeitet.

## Geschichte
Die Thomas-Mann-Schule wurde im Jahr 1881 als private Hinckeldeynsche Höhere Mädchenschule von Ida Hinckeldeyn gegründet. Ina Freese übernahm sie 1896 als Freesesche Höhere Mädchenschule, später auch als Lyzeum, und verlegte sie in die Fleischhauerstraße. Ab 1914, als sie dort zu groß geworden war, wurde sie im vom Staat ab 1913 unter des Leitung des Architekten Carl Mühlenpfordt errichteten Schulhaus am Falkenplatz, das mietweise überlassen wurde, fortgeführt. Auf dem Sportdress der Schülerinnen prangte ein auffliegender Falke. Die Schule wurde erst im Jahr 1920 staatlich, von 1927 bis 1936 als Oberlyzeum am Falkenplatz, nach dem Krieg als Oberschule am Falkenplatz. 1959 hat man das heute noch genutzte Schulgebäude am neuen Standort unweit der Wallbrechtstraße bezogen, verbunden mit der Namensänderung in Thomas-Mann-Schule. Ab 1967 erfolgte die Einführung der Koedukation in der Thomas-Mann-Schule. Von Juni 2010 bis September 2012 wurde die Schule energetisch saniert und bekam unter anderem eine Dreifeldersporthalle.
Seit 1997 findet an der TMS bilingualer Unterricht statt, der Englischunterricht in der Orientierungsstufe ist für alle Schülerinnen und Schüler verstärkt. Ab Klasse 7 wird in einem gesonderten Zweig Geografie auf Englisch unterrichtet, in der Oberstufe gibt es ein eigenes Sprachprofil mit Englisch als Profilfach und einem bilingualen Sachfach, so dass die Möglichkeit der Zertifizierung auf C1-Niveau besteht.
Seit 2016 gibt es das Förderkonzept, in dem Oberstufenschülerinnen und -schüler alle 7.- und 8.-Klässler als Lerncoaches begleiten. Schwerpunkte sind Persönlichkeitsbildung und Kommunikationstrainings. Das Konzept mit Fokus auf die Stärken ist über die Landesgrenzen hinaus bekannt.

## Herausragende Aktivitäten
- Europaschule (seit 2000)
- Botschafterschule des Europäischen Parlamentes (seit 2018)
- Teilnahme am COMENIUS-Projekt und Erasmus-Austausch
- Bilingualer Unterricht (als erstes Lübecker Gymnasium, seit 1997)
- seit 1998 Veranstalter der jährlich stattfindenden englischsprachigen Model United Nations of Lübeck (MUNOL) – im Jahr 2010 mit 350 Teilnehmern aus acht Nationen
- Förderkonzept (seit 2016)
- Schwerpunkt Berufsorientierung in der Eingangsphase der Oberstufe
- Wahlprojekt
- Veranstalter der Bundestagswahlsimulation, in der verschiedene Schulen verschiedene Parteien simulieren, um anschließend gegeneinander zu debattieren

## Arbeitsgemeinschaften
- Percussion-AG (body & drum)
- Ruderriege
- Handball-AG
- Fußball-AG
- Debating-Club
- Technik-AG
- Schach-AG
- Schulsanitätsdienst-AG
- Brass-Band
- Journalismus-AG
- Physik-AG
- Robotik-AG
- Chor-AG
- Europa-AG
- Drama-Club
- Grafik- und Computerspiel-AG
- Koch-AG
- Kunst-AG
- Kunst 3D-AG
- Literatur-AG
- Mathe-AG[3]

## Auszeichnungen und Preise
- Europaschule (seit 2000)
- Botschafterschule des Europäischen Parlamentes (seit 2018)
- Endrunde im Wettbewerb um den Deutschen Schulpreis (2018)
- Sonderpreis des Ministerpräsidenten für Demokratiebildung (2020), Schulpreis SH
- Berufswahlsiegel SH (2022)
- die Ruderriege gewann mehrfach den Ernst Boie Gedächtnispreis (Hackbrett-Rennen), zuletzt 2023[4]

## Persönlichkeiten

### Schüler
- Bennata Otten (1882–1955), Bibliothekarin (Besuch der Freeseschen Schule)
- Elisabeth Ziemer (* 1952), Politikerin der Grünen (Hochschulreife 1972)
- Holger Zebu Kluth (* 1962), Rektor der Hochschule für Schauspielkunst Ernst Busch, Berlin (Hochschulreife 1981)
- Nina Hümpel (* 1965), Kuratorin, Tanzmanagerin und Herausgeberin
- Kay Ramczyk (* 1972), Schauspieler (Hochschulreife 1991)
- Tanjev Schultz (* 1974), Journalist, Publizist und Hochschullehrer